# Yeniyayla, Hendek
Yeniyayla là một xã thuộc quận Hendek, tỉnh Sakarya, Thổ Nhĩ Kỳ. Dân số thời điểm năm 2008 là 254 người.